# Vauchamps (Marna)
Vauchamps – miejscowość i gmina we Francji, w regionie Grand Est, w departamencie Marna.
Według danych na rok 1990 gminę zamieszkiwało 241 osób, a gęstość zaludnienia wynosiła 19 osób/km².